# Novemberkåsan
La Novemberkåsan (Copa de Novembre en suec) és una prova d'enduro, una de les més famoses de les que es disputen a Suècia i una de les competicions motociclistes més antigues del món, ja que fou creada el 1915. Des d'aleshores, la prova només s'ha deixat d'organitzar durant la Segona Guerra Mundial i l'any 1967.

## Característiques

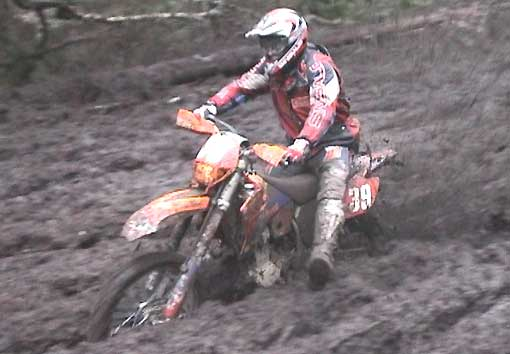
Carl-Johan Bjerkert a l'edició del 2003

Durant els primers anys 30 el recorregut era d'uns 95-110 quilòmetres (60-70 milles), gairebé tots per camins rurals. Actualment el recorregut és de 16 quilòmetres (10 milles) per bosc i camins forestals, al qual s'hi fa una volta de dia i dues de nit totalitzant així uns 48 quilòmetres (30 milles). Normalment la cursa s'organitza en una població diferent cada any, repetint-se la ubicació de tant en tant (l'edició del 2010 es feu al mateix lloc que la del 2000, Gävle).
El recorregut actual és força complicat i acostuma a travessar rius, aiguamolls i rierols, contribuint a la fama de dificultat de la prova, que amb els anys ha anat evolucionant fins a arribar a esdevenir una cursa d'enduro extrem. Normalment només una petita part dels participants que hi prenen la sortida arriben al final.
Anualment es proclama el guanyador al final de la cursa, però el trofeu (la "Copa" que dona nom a la competició) només es lliura al pilot que l'hagi guanyada tres vegades. Fins ara només s'han lliurat quinze trofeus a onze pilots diferents, d'entre els quals només Gunnar Kalén (1928 i 1933) i Sven Erik Jönsson (1985 i 1991) l'han obtingut dues vegades i un sol pilot, Joakim Ljunggren, tres (2010, 2014 i 2019).

### Decemberkåsan
Tret dels anys en què no se celebrà, només en tres ocasions s'ha deixat de disputar la prova al novembre: el 1995, en què s'hagué de posposar a desembre a causa d'una tempesta de neu, i el 2006 i 2007 per tal d'evitar coincidències al calendari amb els Sis Dies Internacionals d'Enduro i possibilitar així l'assistència dels millors especialistes. Els anys que la prova s'ha hagut de disputar al desembre, s'ha conegut extraoficialment com a Decemberkåsan.

## Llista de guanyadors

### De 1915 a 1980
Fonts:
| Any                     | Lloc             | Guanyador         | Club           | Motocicleta     | Copa         |
| ----------------------- | ---------------- | ----------------- | -------------- | --------------- | ------------ |
| 1915                    | Estocolm         | Gunnar Enderlein  | ?              | Royal Enfield   | -            |
| 1916                    | Estocolm         | L-E Ringborg      | ?              | Husqvarna       | -            |
| 1917-1918: No disputada |                  |                   |                |                 |              |
| 1919                    | Estocolm         | Gustav Göthe      | ?              | Husqvarna       | -            |
| 1920                    | Göteborg         | Erik Westerberg   | ?              | Harley-Davidson | -            |
| 1921                    | Estocolm         | Erik Westerberg   | ?              | Harley-Davidson | -            |
| 1922                    | Norrköping       | Erik Westerberg   | ?              | Harley-Davidson | 1a           |
| 1923                    | Jönköping        | Bernhard Malmberg | ?              | Husqvarna       | -            |
| 1924                    | Uppsala          | Yngve Eriksson    | ?              | Husqvarna       | -            |
| 1925                    | Göteborg         | Cancel·lada       | Cancel·lada    | Cancel·lada     | Cancel·lada  |
| 1926                    | Estocolm         | Gunnar Kalén      | ?              | Saroléa         | -            |
| 1927                    | Malmö            | Gunnar Kalén      | ?              | Saroléa         | -            |
| 1928                    | Eskilstuna       | Gunnar Kalén      | ?              | Saroléa         | 2a           |
| 1929                    | Örebro           | Gunnar Kalén      | ?              | Saroléa         | -            |
| 1930                    | Norrköping       | Gunnar Kalén      | ?              | Saroléa         | -            |
| 1931                    | Estocolm         | Sten Ehrsson      | ?              | BMW             | -            |
| 1932                    | Jönköping        | Sven Torell       | ?              | Dunelt          | -            |
| 1933                    | Västerås         | Gunnar Kalén      | ?              | Husqvarna       | 3a           |
| 1934                    | Sala             | Edvin Sagström    | ?              | Husqvarna       | -            |
| 1935                    | Malmö            | Edvin Sagström    | ?              | Husqvarna       | -            |
| 1936                    | Uppsala          | Edvin Sagström    | ?              | DKW             | 4a           |
| 1937                    | Estocolm         | Folke Larsson     | ?              | Zündapp         | -            |
| 1938                    | Södertälje       | Carl Hedelin      | ?              | DKW             | -            |
| 1939-1945: No disputada |                  |                   |                |                 |              |
| 1946                    | Uppsala          | Bertil Carlsson   | ?              | Triumph         | -            |
| 1947                    | Västerås         | Nils Andersson    | ?              | Ariel           | -            |
| 1948                    | No disputada     | No disputada      | No disputada   | No disputada    | No disputada |
| 1949                    | Norrköping       | Helge Bringeback  | ?              | Ariel           | -            |
| 1950                    | Örebro           | Börje Nyström     | ?              | Royal Enfield   | -            |
| 1951                    | Halmstad         | Lennart Carlström | ?              | Triumph         | -            |
| 1952                    | Trollhättan      | Elon Forsberg     | ?              | NV              | -            |
| 1953                    | Gävle            | Lennart Carlström | ?              | Triumph         | -            |
| 1954                    | Eskilstuna       | Bill Nilsson      | ?              | BSA             | -            |
| 1955                    | Estocolm         | Gunnar Johansson  | ?              | NV              | -            |
| 1956                    | Uppsala          | Gunnar Johansson  | ?              | NV              | -            |
| 1957                    | Östgöta          | Karl-Erik Sjöblom | SMK Uppsala    | NV              | -            |
| 1958                    | Örebro           | Bill Nilsson      | ?              | Crescent        | -            |
| 1959                    | Göteborg         | Gunnar Johansson  | MK Orion       | Crescent        | 5a           |
| 1960                    | Gävle            | Rolf Tibblin      | Uppl. Väsby MK | Husqvarna       | -            |
| 1961                    | Arboga           | Rolf Tibblin      | Uppl. Väsby MK | Husqvarna       | -            |
| 1962                    | Trollhättan      | Rolf Tibblin      | Uppl. Väsby MK | Husqvarna       | 6a           |
| 1963                    | Hedemora         | Rolf Tibblin      | Upp. Väsby MK  | Husqvarna       | -            |
| 1964                    | Göteborg         | Rolf Tibblin      | ?              | Husqvarna       | -            |
| 1965                    | Västerås         | Olle Pettersson   | SAMS           | Husqvarna       | -            |
| 1966                    | Uppsala          | Torsten Andersson | SMK Arboga     | Husqvarna       | -            |
| 1967                    | No disputada     | No disputada      | No disputada   | No disputada    | No disputada |
| 1968                    | Värnamo          | Hans Hansson      | Tibro MK       | Husqvarna       | -            |
| 1969                    | Arboga           | Ingemar Österberg | Nacka MS       | Husqvarna       | -            |
| 1970                    | Gävle            | Hans Hansson      | Tibro MK       | Husqvarna       | -            |
| 1971                    | Göteborg         | Tommy Jansson     | MA Lerum       | Husqvarna       | -            |
| 1972                    | Vimmerby i Eksjö | Torbjörm Jansson  | MK Orion       | Husqvarna       | -            |
| 1973                    | Linköping        | Torbjörn Jansson  | MK Orion       | Husqvarna       | -            |
| 1974                    | Örebro           | Hans Hansson      | Tibro MK       | Husqvarna       | 7a           |
| 1975                    | Arboga           | Hans Hansson      | Tibro MK       | Husqvarna       | -            |
| 1976                    | Uppsala          | Hans Hansson      | Tibro MK       | Husqvarna       | -            |
| 1977                    | Dala             | Torbjörn Jansson  | MK Orion       | Husqvarna       | -            |
| 1978                    | Strängnäs        | Ingemar Östberg   | SMI MK         | Husqvarna       | -            |
| 1979                    | Örebro           | Steve Tell        | AMF Södertälje | Husqvarna       | -            |
| 1980                    | Gävle i Ockelbo  | Sune Strömberg    | MK Orion       | KTM             | -            |

### De 1981 a l'actualitat
Fonts:
A 31 de desembre de 2024
| Any  | Lloc                    | Guanyador               | Club                    | Motocicleta             | Participants            | Arribats                | Copa                    |
| ---- | ----------------------- | ----------------------- | ----------------------- | ----------------------- | ----------------------- | ----------------------- | ----------------------- |
| 1981 | Örebro                  | Sven-Erik Jönsson       | Järva MK                | Husqvarna               | ?                       | ?                       | -                       |
| 1982 | Linköping               | Sven-Erik Jönsson       | Järva MK                | Husqvarna               | 156                     | 15                      | -                       |
| 1983 | Tierp i Göta            | Peter Hansson           | Tibro MK                | Husqvarna               | ?                       | ?                       | -                       |
| 1984 | Rasbo                   | Per Grönberg            | Hammarby MK             | Yamaha                  | ?                       | ?                       | -                       |
| 1985 | Arboga                  | Sven-Erik Jönsson       | Järva MK                | Husqvarna               | ?                       | ?                       | 8a                      |
| 1986 | Uppsala                 | Dick Wicksell           | SMK Uppsala             | Husqvarna               | ?                       | ?                       | -                       |
| 1987 | Dala                    | Sven-Erik Jönsson       | Järva MK                | Husqvarna               | 88                      | 33                      | -                       |
| 1988 | Göteborg                | Mikael Nilsson          | MA Lerum                | Husqvarna               | 101                     | 25                      | -                       |
| 1989 | Vimmerby                | Håkan Lundberg          | SMI MK                  | Yamaha                  | ?                       | ?                       | -                       |
| 1990 | Gävle                   | Sven-Erik Jönsson       | Tibro MK                | Husqvarna               | 130                     | 66                      | -                       |
| 1991 | Örebro                  | Sven-Erik Jönsson       | Tibro MK                | Husqvarna               | 114                     | 71                      | 9a                      |
| 1992 | Norrköping              | Kent Karlsson           | Götene MK               | Husaberg                | 54                      | 33                      | -                       |
| 1993 | Borensberg              | Mika Ahola              | -                       | Husqvarna               | 184                     | 98                      | -                       |
| 1994 | Värnamo                 | Kent Karlsson           | Götene MK               | Husaberg                | 158                     | 40                      | -                       |
| 1995 | Göteborg                | Kent Karlsson           | Götene MK               | Husaberg                | 57                      | 41                      | 10a                     |
| 1996 | Uppsala                 | Joachim Hedendahl       | Alingsås MCK            | Suzuki                  | 118                     | 83                      | -                       |
| 1997 | Falun                   | Joachim Hedendahl       | Alingsås MCK            | Suzuki                  | 119                     | 50                      | -                       |
| 1998 | Arboga                  | Mika Ahola              | -                       | TM                      | 123                     | 92                      | -                       |
| 1999 | Strängnäs               | Anders Eriksson         | Tibro MK                | Husqvarna               | 178                     | 87                      | -                       |
| 2000 | Gävle                   | Joachim Hedendahl       | Kullings MS             | KTM                     | 100                     | 45                      | 11a                     |
| 2001 | Örebro                  | Anders Eriksson         | Tibro MK                | Husqvarna               | 121                     | 33                      | -                       |
| 2002 | Göteborg                | Björne Carlsson         | Folkare MK              | Husaberg                | 116                     | 19                      | -                       |
| 2003 | Hässleholm              | Anders Eriksson         | Tibro MK                | Husqvarna               | 109                     | 12                      | -                       |
| 2004 | Falun                   | Mats Nilsson            | Smk Dala Falun          | Yamaha                  | 122                     | 88                      | -                       |
| 2005 | Värnamo                 | Mats Nilsson            | Smk Dala Falun          | Yamaha                  | 111                     | 62                      | -                       |
| 2006 | Uppsala                 | Mats Nilsson            | Smk Dala Falun          | Yamaha                  | 174                     | 16                      | 12a                     |
| 2007 | Trollhättan             | Joakim Ljunggren        | Karlskoga EK            | Husaberg                | 92                      | 20                      | -                       |
| 2008 | Vimmerby                | Carl-Johan Bjerkert     | Vimmerby MS             | Honda                   | 112                     | 49                      | -                       |
| 2009 | Falun                   | Joakim Ljunggren        | Karlskoga EK            | Husaberg                | 131                     | 25                      | -                       |
| 2010 | Gävle                   | Joakim Ljunggren        | Karlskoga EK            | Husaberg                | 128                     | 61                      | 13a                     |
| 2011 | Örebro                  | Jonas Bengtsson         | Smk Dala Falun          | Husaberg                | ?                       | ?                       | -                       |
| 2012 | Eskilstuna              | Joakim Ljunggren        | Karlskoga EK            | Husaberg                | 133                     | 64                      | -                       |
| 2013 | Eksjö                   | Joakim Ljunggren        | Karlskoga EK            | Husqvarna               | 147                     | 65                      | -                       |
| 2014 | Vimmerby                | Joakim Ljunggren        | Karlskoga EK            | Husqvarna               | 172                     | 93                      | 14a                     |
| 2015 | Trollhättan             | Joakim Ljunggren        | Karlskoga EK            | KTM                     | 148                     | 26                      | -                       |
| 2016 | Uppsala                 | Joakim Ljunggren        | Karlskoga EK            | KTM                     | 198                     | 166                     | -                       |
| 2017 | Enköping                | Albin Elowson           | FMCK Skövde             | Husqvarna               | 150                     | 18                      | -                       |
| 2018 | Vimmerby                | Albin Elowson           | FMCK Skövde             | Husqvarna               | 184                     | 119                     | -                       |
| 2019 | Eskilstuna              | Joakim Ljunggren        | Karlskoga EK            | KTM                     | 158                     | 44                      | 15a                     |
| 2020 | No disputada (COVID-19) | No disputada (COVID-19) | No disputada (COVID-19) | No disputada (COVID-19) | No disputada (COVID-19) | No disputada (COVID-19) | No disputada (COVID-19) |
| 2021 | Gävle                   | Micke Persson           | Karlskoga EK            | KTM                     | 138                     | 33                      | -                       |
| 2022 | Bollnäs                 | Albin Elowson           | FMCK Skövde             | Husqvarna               | 125                     | 33                      | -                       |
| 2023 | Vimmerby                | Niklas Persson          | Karlskoga EK            | KTM                     | 169                     | 68                      | -                       |
| 2024 | Eksjö                   | Niklas Persson          | Karlskoga EK            | KTM                     | 164                     | 67                      | -                       |

## Llista de guanyadors de la Copa
Els qui aconsegueixen tres victòries a la prova obtenen la copa ("kåsan"). A data del 2019 se n'havien lliurat un total de 15.
| Anys      | Copa | Guanyador         |
| --------- | ---- | ----------------- |
| 1915-1922 | 1a   | Erik Westerberg   |
| 1923-1928 | 2a   | Gunnar Kalén      |
| 1929-1933 | 3a   | Gunnar Kalén      |
| 1934-1936 | 4a   | Edvin Sagström    |
| 1937-1959 | 5a   | Gunnar Johansson  |
| 1960-1962 | 6a   | Rolf Tibblin      |
| 1963-1974 | 7a   | Hans Hansson      |
| 1975-1985 | 8a   | Sven-Erik Jönsson |
| 1986-1991 | 9a   | Sven-Erik Jönsson |
| 1992-1995 | 10a  | Kent Karlsson     |
| 1996-2000 | 11a  | Joachim Hedendahl |
| 2001-2006 | 12a  | Mats Nilsson      |
| 2007-2010 | 13a  | Joakim Ljunggren  |
| 2011-2014 | 14a  | Joakim Ljunggren  |
| 2015-2019 | 15a  | Joakim Ljunggren  |